# Arroio do Liberato
Der Arroio do Liberato ist ein etwa 10 km langer rechter Nebenfluss des Rio Iguaçu im Südosten des brasilianischen Bundesstaats Paraná.

## Etymologie
Liberato ist im portugiesischen Sprachraum ein  geläufiger Familienname. 

## Geografie

### Lage
Das Einzugsgebiet des Arroio do Liberato befindet sich auf dem Segundo Planalto Paranaense (Zweite oder Ponta-Grossa-Hochebene von Paraná).

### Verlauf
Sein Quellgebiet liegt im Nordosten des Munizips Porto Amazonas auf 928 m Meereshöhe etwa 9 km nordöstlich des Hauptorts in der Nähe der BR-277.
Der Fluss verläuft überwiegend in südlicher Richtung. Er mündet auf 796 m Höhe von rechts in den Rio Iguaçu. Er ist etwa 10 km lang.

### Munizipien im Einzugsgebiet
Der Arroio do Liberato verläuft vollständig innerhalb des Munizips Porto Amazonas.